# Parafia Matki Bożej Bolesnej w Przędzelu
Parafia pw. Matki Bożej Bolesnej w Przędzelu – parafia rzymskokatolicka znajdująca się w Przędzelu i należąca do diecezji sandomierskiej w dekanacie Rudnik nad Sanem. Wyodrębniona z parafii Racławice 8 grudnia 1970 roku. Prowadzą ją księża diecezjalni. Kościół parafialny pw. Matki Bożej Bolesnej w Przędzelu wybudowany w 1971.

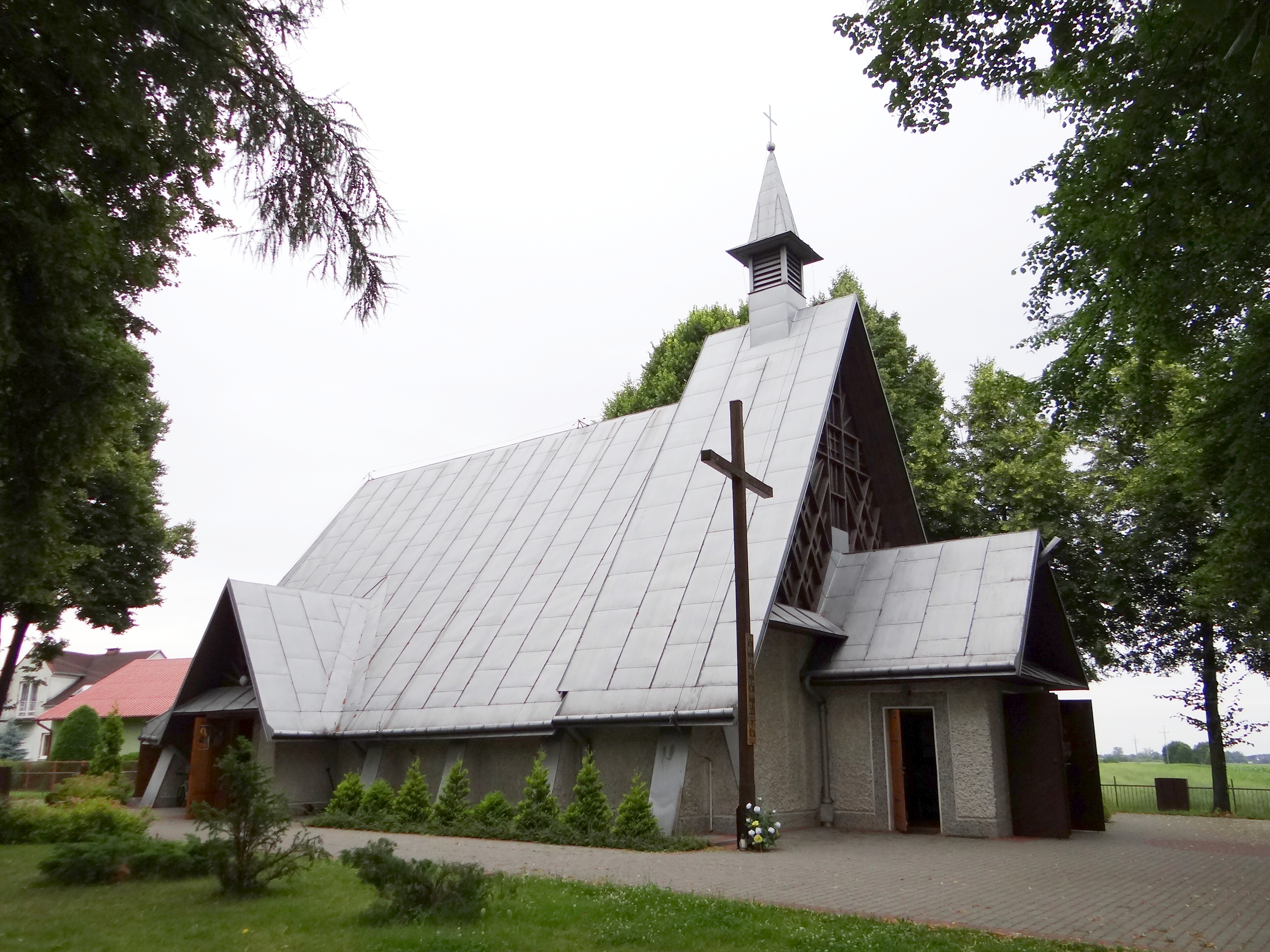
kościół parafialny
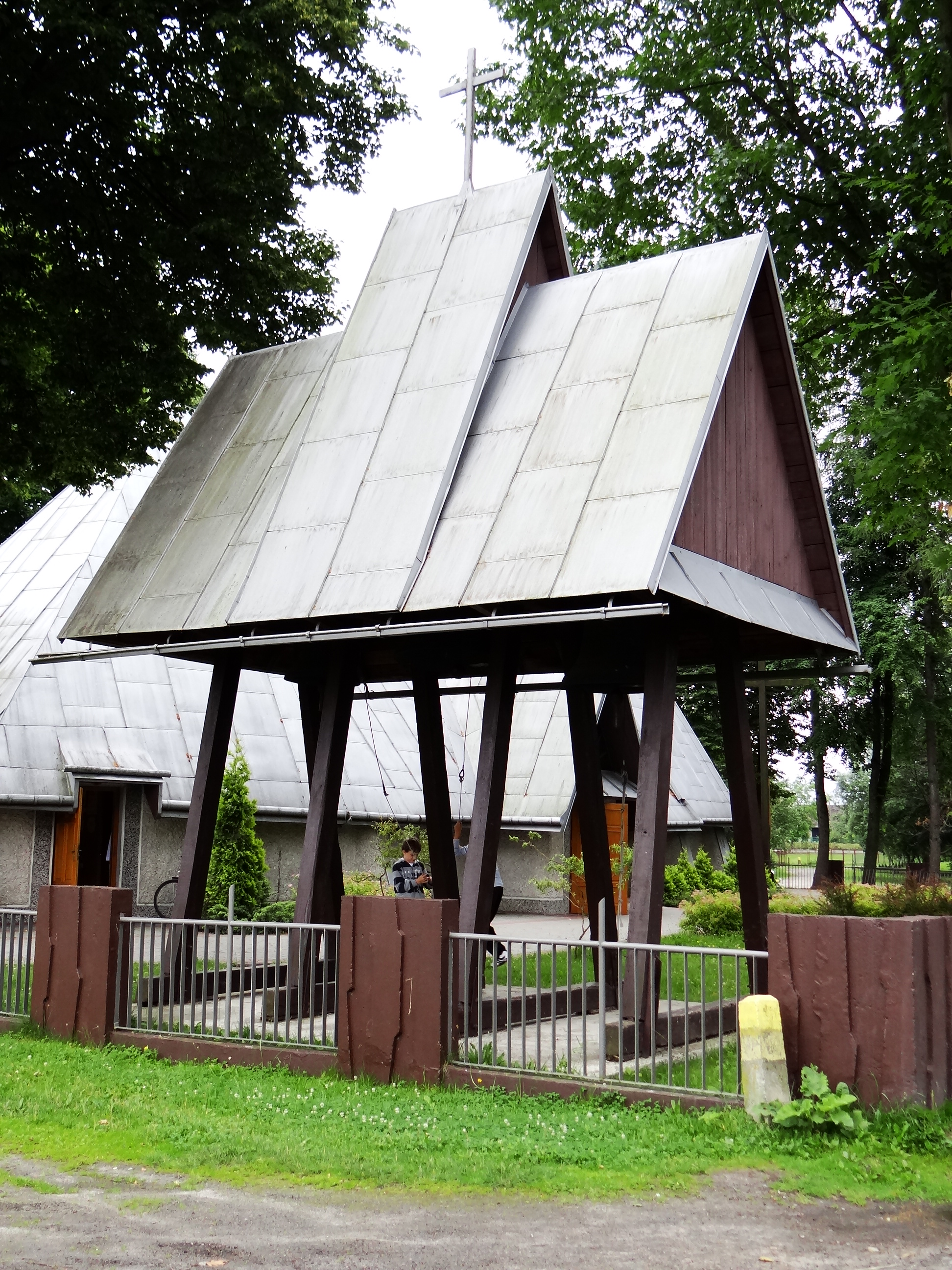
dzwonnica przykościelna
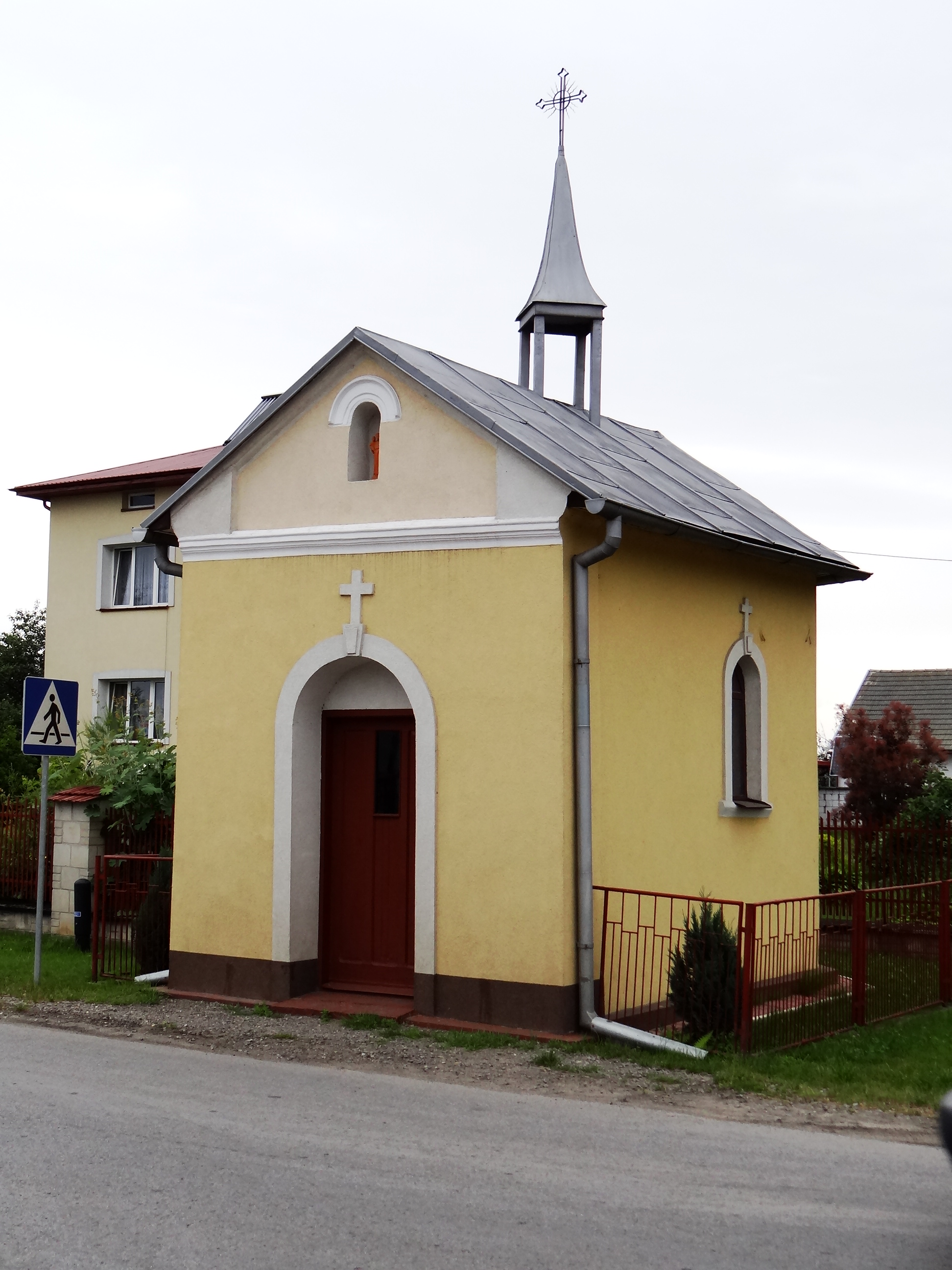
kapliczka
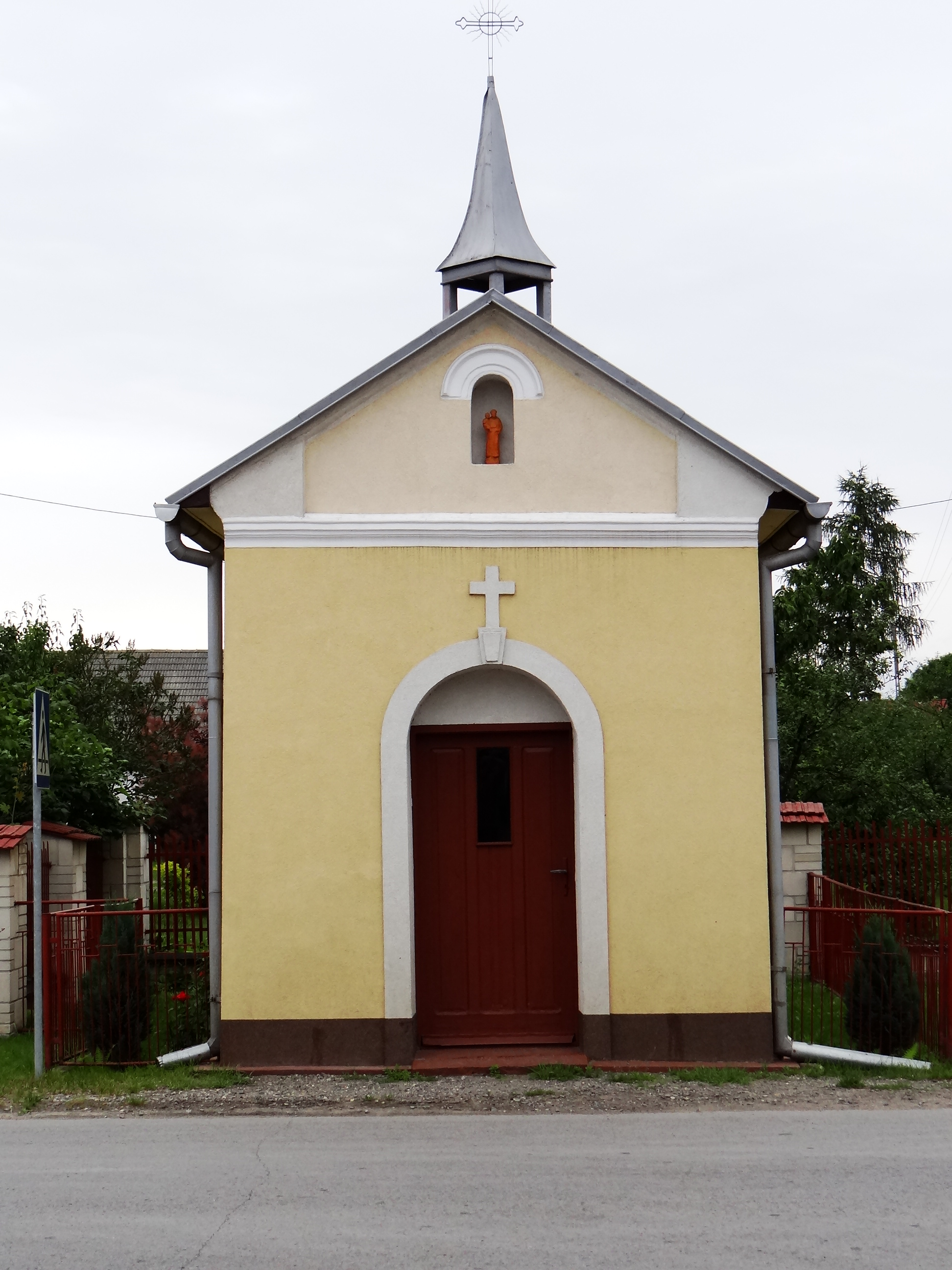
kapliczka